# Фёдоров, Валерий Валерьевич
Валерий Валерьевич Фёдоров (11 сентября 1974, Калинин) — российский политолог и социолог, генеральный директор Всероссийского центра изучения общественного мнения (ВЦИОМ).

## Биография
Родился 11 сентября 1974 года в Калинине (ныне — Тверь). До 16 лет жил в г. Керчь. В юности был комсомольским активистом, входил в состав ЦК организации «Ленинский коммунистический союз молодежи Украины — Молодежь за демократический социализм».
Закончил отделение политологии Философского факультета МГУ (1996) и аспирантуру при нём (1998) по специальности «История и теория политической науки».
В 1991—1993 годах работал в Институте массовых политических движений Российско-американского университета.
В 1993—2003 годах — в Центре политической конъюнктуры России (научный сотрудник в 1993—1995 годах, в 1995—1997 годах — руководитель Информационно-аналитического управления, в 1997—2000 годах — заместитель директора, в 2000—2003 годах — заместитель генерального директора).
Одновременно являлся научным сотрудником Института социально-политических исследований Российской академии наук (ИСПИ РАН) 1997—2003, руководителем Центра социальной информации ИСПИ РАН в 2003—2006 годах.
В 1999 участвовал в работе избирательного штаба блока «Единство» на выборах в Государственную думу РФ III созыва.
С 2003 г. является главным редактором журнала «Мониторинг. Социальные и экономические перемены».
В 2007—2008 гг. работал преподавателем на факультете мировой политики МГУ.
С 2008 г. руководил центром исследовательских технологий и консультирования социологического факультета Российского государственного социального университета.
В 2009 г. защитил диссертацию на тему «Теоретические основы изучения электорального поведения россиян в период становления современной российской государственности» на философском факультете МГУ, получив степень кандидат политических наук.
С 2010 г. занимает должность профессора, заведующего базовой кафедрой ВЦИОМ на факультете социальных наук Высшей школы экономики.
Также с 2010 г. возглавлял базовую кафедру ВЦИОМ в РГГУ, с 2012 г. — в МГИМО.

### Работа во ВЦИОМ
С сентября 2003 года Валерий Фёдоров — генеральный директор Всероссийского центра изучения общественного мнения (ВЦИОМ). После прихода нового руководителя во ВЦИОМе остались все основные исследовательские программы, включая всероссийский омнибус, база данных всероссийских опросов с 1991 года, журнал «Мониторинг общественного мнения» и т. п., а также был проведён ряд крупных преобразований, в результате которых компания буквально за несколько лет превратилась в центральную социологическую службу федеральных властей. Однако кроме органов власти, ВЦИОМ стал проводить исследования и по заказам крупнейших российских и зарубежных коммерческих компаний и НПО.

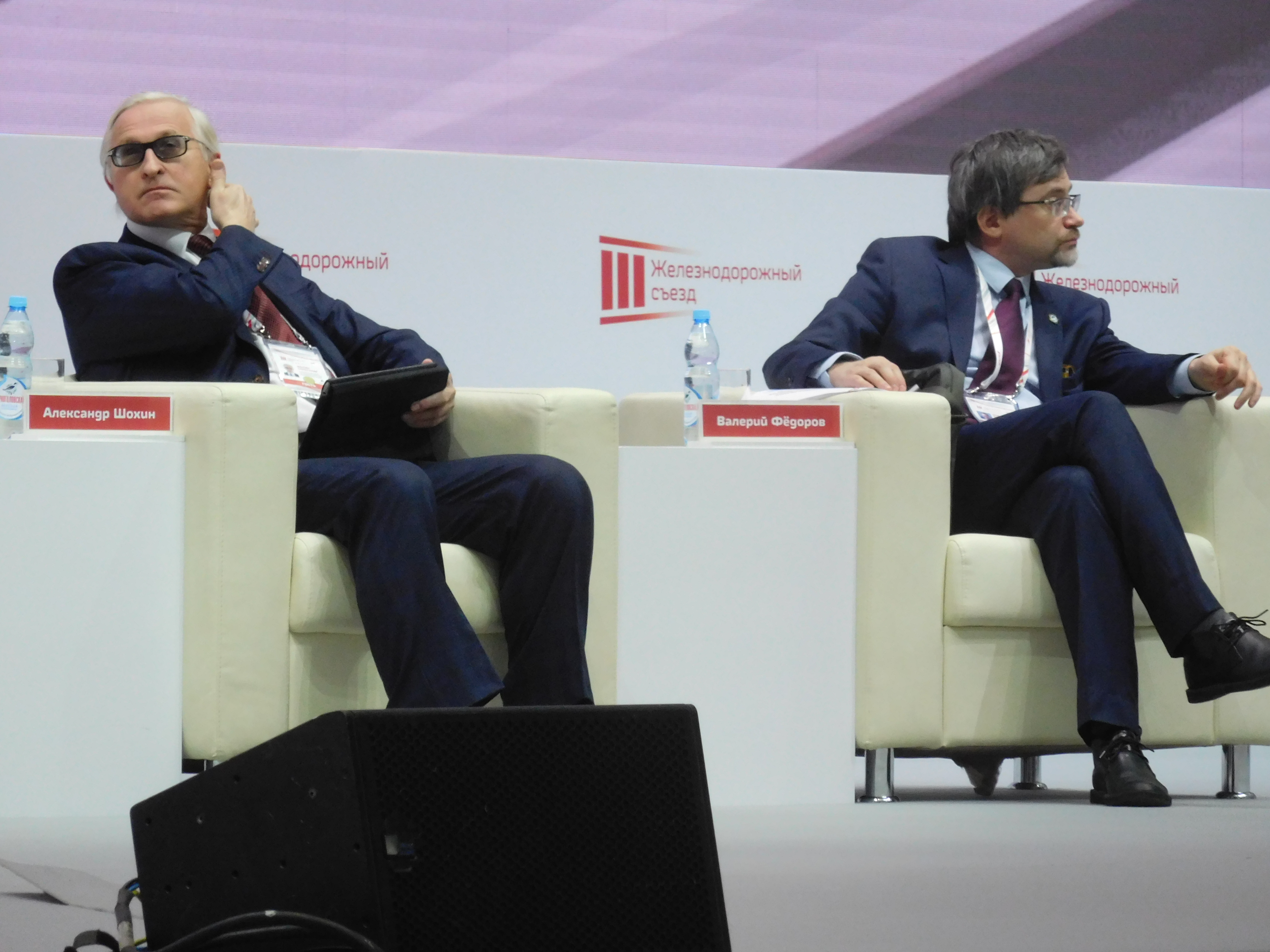
Александр Шохин и Валерий Фёдоров на Съезде железнодорожников. 29 ноября 2017

В настоящее время ВЦИОМ на региональном и общефедеральном уровнях, на постсоветском пространстве и в странах «дальнего зарубежья» проводит исследования по трём основным направлениям:
- бизнес (финансы и страхование, рынок недвижимости, развитие товарных и корпоративных брендов, развитие корпоративной репутации, экспертиза товарных знаков, рынок информационных технологий, медиа-измерения, индустрия спорта, автомобильный рынок);
- политика (электоральные исследования, мониторинг удовлетворённости властью),
- социальная сфера (образование, медицина, семья, жилищно-коммунальные услуги, борьба с коррупцией) и т. п.

При Валерии Фёдорове развитие ВЦИОМ обусловлено совершенствованием методологической базы, обновлением исследовательского инструментария, расширением бизнес-активов и клиентского портфеля, активным взаимодействием со СМИ:
- В 2016 году ВЦИОМ запустил комбинированные опросы — исследования, проводимые с использованием комплекса методов: всероссийских телефонников и квартирников. Методика использовалась при электоральных измерениях, сопровождавших думскую выборную кампанию-2016. Разрыв между результатами обоих методов был сведён к минимуму. Вначале разрыв рейтингов между «телефонником» и «квартирником», по одним и тем же вопросам (предположим, «За кого вы будете голосовать?») составлял до 10 %. После обкатки технологии проведения комби-исследований — всего около 2 %. Таким образом была подготовлена новая методическая база к президентским выборам 2018 года.
- В 2016 г. дочерняя структура АО «ВЦИОМ» и Фонда «ВЦИОМ» — ООО «ВЦИОМ-МЕДИА» купила 80%-ую долю в медиаизмерительном активе компании TNS на территории РФ (новое название измерителя — Mediascope). В результате этого ВЦИОМ возглавил данный (второй по объёму в денежном исчислении) сегмент национального исследовательского рынка.
- В 2017 г. ВЦИОМ третьим в мире запустил ежедневные трекинговые телефонные опросы «Спутник»[4]. «Спутник» позволяет в течение 1-2-3 дней замерить оперативную реакцию российского общества на самые «горячие» вопросы политической, социальной, международной и экономической повестки дня. Всего за 3 дня объём выборки составляет 1800 респондентов, этого достаточно, чтобы размер ошибки выборки уменьшился с 3,5 % (для выборки 1600 человек) до 2,5 %.
- ВЦИОМ возглавил рейтинг исследовательских центров России по цитируемости в СМИ. По данным информационно-аналитической системы «Медиалогия» общее количество публикаций с упоминанием ВЦИОМ в СМИ ежегодно растёт: в 2014 — 47 947 публикаций, 2015 г. — 68 243, 2016 г. — 83 034 публикации.

Таким образом, с приходом нового руководителя деятельность ВЦИОМ приобрела более прикладную и прагматичную фокусировку, что выразилось и в смене девиза Центра: вместо прежнего «От мнения — к пониманию» (название сборника статей прежнего руководителя ВЦИОМ Ю. Левады) им стал: «Знать — чтобы побеждать!»
Одновременно Валерий Фёдоров является руководителем Научного совета ВЦИОМ, членом Совета директоров ВЦИОМ (с 2006 года), а также главным редактором журнала «Мониторинг. Социальные и экономические перемены» (с 2003 года).
Является членом Общественного совета при Министерстве обороны РФ, членом Экспертного Совета при Правительстве РФ, советником Первого заместителя Руководителя Администрации Президента РФ (с 2012 г.)
В 2017 году известность получило интервью Валерия Фёдорова телеканалу «Дождь», в котором при ответе на вопрос телеведущей Анны Немзер глава ВЦИОМ продолжил рассуждать c использованием обозначенного журналисткой термина о «2 % дерьма»:

«Знаете, мне сейчас даже не конкретное соотношение пообещавших и вышедших интересует, а интересует некоторое мнение. Вот есть знаменитая цитата, уже ставшая мемом, из Владимира Рудольфовича Соловьева, который сказал про „2 % дерьма“. Я прошу прощения за обсценную лексику в эфире, но это все претензии к Владимиру Рудольфовичу. Скажите, пожалуйста, как вы относитесь к этой формулировке? Понятно, что вы не будете употреблять столь резкие определения, но тем не менее, общий модус его высказываний понятен. Как он вам?» — спросила телеведущая Анна Немзер
«Тут у меня два ответа. Первое, моя личная позиция, и второе, все-таки вы меня пригласили не как яркую творческую личность, а, наверное, всё-таки как руководителя одной из ведущих опросных служб. Вот моя личная позиция, что такого, извините, „дерьма“ гораздо больше» — ответил Валерий Федоров.

С конца ноября 2020 года — ведущий программы «Война и мир» на радиостанции «Комсомольская правда».

## Преподавание
- Факультет мировой политики МГУ им. М. В. Ломоносова — преподаватель (2007—2012)
- Социологический факультет Российского государственного социального университета — руководитель Центра исследовательских технологий и консультирования (2008—2015)
- Высшая школа экономики — профессор (с 2009 года)
- Московский государственный университет имени М. В. Ломоносова — председатель Государственной аттестационной комиссии направления Рекламы и связей с общественностью философского факультета (с 2012 г.)
- Финансовый университет при Правительстве РФ — Научный руководитель Факультета социологии и политологии (2012—2020), научный руководитель Департамента политологии (с 2020 г.), декан факультета социальных наук и массовых коммуникаций с 24 февраля 2025 года[7].

## Членство в национальных и международных профессиональных, научных и экспертных обществах
- Совет по национальной стратегии, с 2002 года.
- Пекинское международное общество сравнительных международных исследований — член-корреспондент (с 2002 года);
- Национальный гражданский совет по международным делам (с 2003 года);
- Президиум независимой организации «Гражданское общество» (с 2003 года);
- ESOMAR, с 2004 года Всемирная ассоциация профессионалов в области исследования общественного мнения и рынка
- Экспертный совет Российского союза промышленников и предпринимателей, с 2006 года
- Общественный совет при Министерстве регионального развития РФ (с 2008 года)
- Председатель Комиссии по вопросам социальной поддержки военнослужащих Общественного совета при Министерстак обороны Российской Федерации
- Экспертный совет при Правительстве РФ (с 2012 г.)
- Координационный совет Российского общества «Знание» (с 2019 г.)
- Совет директоров Издательского дома «Комсомольская правда» (с 2019 г.)

## Награды
- Орден Почёта (2021)
- Орден Дружбы (2014)
- Медаль ордена «За заслуги перед Отечеством» II степени (2008 г.);
- Почётная грамота Президента РФ (2018 г.)
- Благодарность Президента РФ (2008, 2014 гг.)
- Почётная грамота Центральной избирательной комиссии РФ «За активное содействие и существенную помощь в организации и проведении выборов Президента РФ» (2008 года)
- Почётная грамота Общественной палаты РФ (2019)
- Медаль Кемеровской области «За веру и добро» (2007 г.)
- Серебряная медаль имени Питирима Сорокина «За вклад в науку», учреждённая ИС РАН и ИСПИ РАН

## Публикации
Автор нескольких книг и десятков статей в области политологии, социологии, общественного мнения.
Монографии:
- «Механизмы власти. 10 лет политической аналитики». — М.: 2002.
- Фёдоров В. В., Цуладзе А. М. «Эпоха Путина: Тайны и загадки „кремлёвского двора“». — М.: Эксмо, 2003. ISBN 5-699-03742-X.
- «Интеграция в Евразии. Народ и элиты стран ЕЭП», сборник статей, в соавторстве, М.: «Европа», 2005.
- «Обществознание. Книга для учителя», (глава VIII — Власть в информационном обществе; глава IX — Угрозы России в XXI веке; глава X — Задачи России в XXI веке), в соавторстве, М.: «Просвещение», 2007.
- «Русский выбор. Введение в теорию электорального поведения». — М.: Праксис, 2010. ISBN 978-5-901574-79-9.
- Ума палата. / 2-е изд. — М. : ВЦИОМ, 2024. — 299 с. : цв. ил. ISBN 978-5-906345-51-6

Главный редактор книг:
- «Россия на перепутье: как мы думали в 2004 г.», М.: ЭКСМО, 2005.
- «Политический словарь нашего времени», М.: ЦСП, 2006.
- «Путеводитель по выборам: политическая Россия-2007», М.: ВЦИОМ, 2007.
- «От Ельцина до Путина: три эпохи в историческом сознании россиян», М.: ВЦИОМ, 2007.
- «Как управлять Россией. Социология одного города», М.: Алгоритм, 2009.
- «От плебисцита к выборам», М.: Праксис, 2012.
- «Выборы на фоне Крыма», М.: ВЦИОМ, 2018.